# Un Noël de Maigret
Un Noël de Maigret est un recueil de nouvelles de Georges Simenon publié en 1951 aux Presses de la Cité. L'une d'elles fait partie de la série des Maigret. 
Elles ont pour particularité de toutes se dérouler le soir ou le jour de Noël. 

## Un Noël de Maigret

### Résumé
Le commissaire, un matin de Noël, reçoit la visite de deux de ses voisines du Boulevard Richard-Lenoir habitant l'immeuble en face du sien. Alors qu'elle était seule dans son logement, la petite fille de l'une d'elles, alitée, a reçu la visite discrète d'un homme déguisé en Père Noël. L'homme lui a donné une poupée, puis a soulevé une lame du plancher de la chambre de l'enfant. Intrigué, Maigret va interroger la petite fille.

### Adaptations
- A Crime for Christmas, téléfilm anglais avec Rupert Davies, diffusé en 1961
- Un Natale di Maigret, téléfilm italien avec Gino Cervi, diffusé en 1965
- Maigret viert kerstmis, téléfilm néerlandais avec Jan Teulings, diffusé en 1967
- Un Noël de Maigret, téléfilm français de Jean-Paul Sassy, avec Jean Richard, diffusé en 1983

## Sept petites croix dans un carnet

### Résumé
Une nuit de Noël au central de la Préfecture de police de Paris. Les alertes habituelles : ivrognes, vols de voiture, coups de couteau. Mais également quelqu’un qui brise les vitres des bornes de police-secours, selon un trajet a priori illogique, mais qui permet d’éviter de passer devant les postes de police. S’agirait-il de l’assassin qui a déjà tué huit personnes pour les dévaliser, ou plutôt de quelqu’un qui le suit, et qui a perdu un mouchoir d’enfant ensanglanté ? 

### Adaptations
- La sixième victime, film américain d'Harry Hormer avec Ricardo Montalban, Anne Bancroftet et Lee Marvin, diffusé en 1955
- Seven little crosses, téléfilm anglais de Gérard Glaister, avec  Rupert Davies, Ewen Solon et Helen Shingler, diffusé en 1962

## Le Petit restaurant des Ternes

### Résumé
24 décembre, 21 heures, juste avant la fermeture : dans un petit restaurant d’habitués, un client se tire une balle dans la tête. Outre le patron, la caissière et le garçon, deux témoins : la grande Jeanne, comme on l’appelle, et une jeune fille d’Yport. Quand elle sort après l’interrogatoire de police, La grande Jeanne se met machinalement à suivre la jeune fille, qui flâne dans les rues. Elle entre à sa suite dans un bar…

## Éditions
- Prépublications :
  - Sept petites croix dans un carnet : en anglais, sous le titre Seven Little Crosses  dans The Illustrated London News, du 16 novembre 1950
  - Le Petit restaurant des Ternes : en feuilleton dans l'hebdomadaire France-Dimanche des 11 et 18 décembre 1948
- Édition originale : Presses de la Cité, 1951
- Tout Simenon, tome 5, Omnibus, 2002  (ISBN 978-2-258-06046-3)
- Livre de Poche, n° 35041, 2007  (ISBN 978-2-253-11670-7)
- Tout Maigret, tome 10, Omnibus,  2019  (ISBN 978-2-258-15349-3) (Un Noêl de Maigret)
- Nouvelles secrètes et policières, tome 2, 1938-1953, Omnibus, 2014  (ISBN 978-2-258-10751-9) (Sept petites croix dans un carnet et Le Petit restaurant des Ternes)

## Source bibliographique
- Un Noël de Maigret : Maurice Piron, Michel Lemoine, L'Univers de Simenon, guide des romans et nouvelles (1931-1972) de Georges Simenon, Presses de la Cité, 1983, p. 322-323  (ISBN 978-2-258-01152-6)